# Hyperechia nigrita
Hyperechia nigrita là một loài ruồi trong họ Asilidae. Hyperechia nigrita được Grünberg miêu tả năm 1907. Loài này phân bố ở vùng nhiệt đới châu Phi.